# Paul Bergstjärnen
Paul Bergstjärnen är en sjö i Älvdalens kommun i Dalarna och ingår i Dalälvens huvudavrinningsområde.